# Пуштулім
Пуштулі́м (рос. Пуштулим) — село у складі Єльцовського району Алтайського краю, Росія. Адміністративний центр Пуштулімської сільської ради.

## Населення
Населення — 726 осіб (2010; 869 у 2002).
Національний склад (станом на 2002 рік):
- росіяни — 95 %